# W klatce
W klatce – polski dramat psychologiczny z 1987 roku w reżyserii Barbary Sass. 

## Opis fabuły
Władysław Mika jest kasjerem bankowym żyjącym samotnie w wynajmowanym pokoju. Jest on zakochany w swojej koleżance z pracy, Marcie. Pewnego dnia w banku wybucha pożar, a Władysławowi udaje się opanować powstałą wówczas panikę. Zostaje wówczas bohaterem, o którym mowa jest w telewizji czy radiu. Otrzymuje również awans na stanowisko kierownicze oraz nowe mieszkanie. Zaczyna się również regularnie spotykać z Martą. We Władysławie zakochana jest Marysia, która stara się przekonać go, by ten się nie zmieniał.
Marta wprowadza się do nowego mieszkania, które zostało przyznane Władysławowi. Nie zgadza się wówczas, by ten przeniósł do nowego mieszkania ptaki, którymi wcześniej się zajmował w ramach swojej pasji. Nie wyraża ona również zgody, by w mieszkaniu zamieszkała matka Władysława. Władysław coraz częściej zaczyna pić alkohol, a finalnie zostaje zwolniony z pracy i zostaje umieszczony w szpitalu psychiatrycznym, gdzie odwiedza go Marysia.

## Obsada aktorska
- Krzysztof Jędrysek – Władysław Mika
- Maria Ciunelis – Marysia
- Katarzyna Figura – Marta
- Jan Englert – dyrektor firmy polonijnej
- Danuta Kowalska – realizatorka programu telewizyjnego dla dzieci
- Władysław Kowalski – dyrektor banku w którym pracuje Władysław
- Borys Marynowski – "przyjaciel" Marty
- Krystyna Tkacz – gospodyni Władysława i Marysi
- Leonard Andrzejewski – strażnik w banku
- Władysław Komar – mąż gospodyni
- Jan Suzin – on sam
- Bogumiła Wander – ona sama
- Leszek Kowalewski – bezdomny w barze mlecznym

i inni.